# Joaquim Nazaré
Joaquim Rebelo Vila Nova Nazaré (* 25. Juli 2001 in Odivelas) ist ein portugiesischer Handballspieler.

## Karriere

### Verein
Joaquim Nazaré spielte in der Saison 2018/19 mit der zweiten Mannschaft von Benfica Lissabon in der zweiten portugiesischen Liga, wo er in 27 Spielen 124 Tore erzielte. In der ersten portugiesischen Liga, der Andebol 1, warf der 1,86 m große rechte Rückraumspieler für Vitória FC 145 Tore in 27 Spielen und für Boa-Hora 109 Treffer in 31 Partien. Im Sommer 2021 verpflichtete ihn der spanische Erstligist REBI Balonmano Cuenca, für den er in seiner ersten Spielzeit 81-mal traf. In der Saison 2022/23, die Cuenca auf dem zweiten Platz beendete, wurde Nazaré mit 190 Toren in 30 Spielen Torschützenkönig der Liga Asobal. Zudem wurde er als bester rechter Rückraumspieler in das All-Star-Team der Liga gewählt. Zur Saison 2023/24 wechselte er nach Dänemark zum Erstligisten Skjern Håndbold.

### Nationalmannschaft
In der portugiesischen Nationalmannschaft debütierte Nazaré am 26. April 2023 beim 37:35-Auswärtssieg gegen die Türkei.